# Lassy (Val-d’Oise)
Lassy ist eine französische Gemeinde mit 194 Einwohnern (Stand: 1. Januar 2022) im Département Val-d’Oise in der Region Île-de-France; sie gehört zum Arrondissement Sarcelles und zum Kanton Fosses (bis 2015: Kanton Luzarches). Die Einwohner werden Lassyen(ne)s genannt.

## Geographie
Lassy liegt etwa 27 Kilometer nordnordöstlich von Paris. Umgeben wird Lassy von den Nachbargemeinden Luzarches im Norden, Le Plessis-Luzarches im Osten, Jagny-sous-Bois im Süden sowie Épinay-Champlâtreux im Westen. Das Gemeindegebiet wird im Nordosten vom Flüsschen Ysieux durchquert.

## Bevölkerungsentwicklung
| Jahr                      | 1962 | 1968 | 1975 | 1982 | 1990 | 1999 | 2006 | 2013 |
| Einwohner                 | 125  | 108  | 108  | 132  | 170  | 180  | 164  | 178  |
| Quelle: Cassini und INSEE |      |      |      |      |      |      |      |      |

## Sehenswürdigkeiten

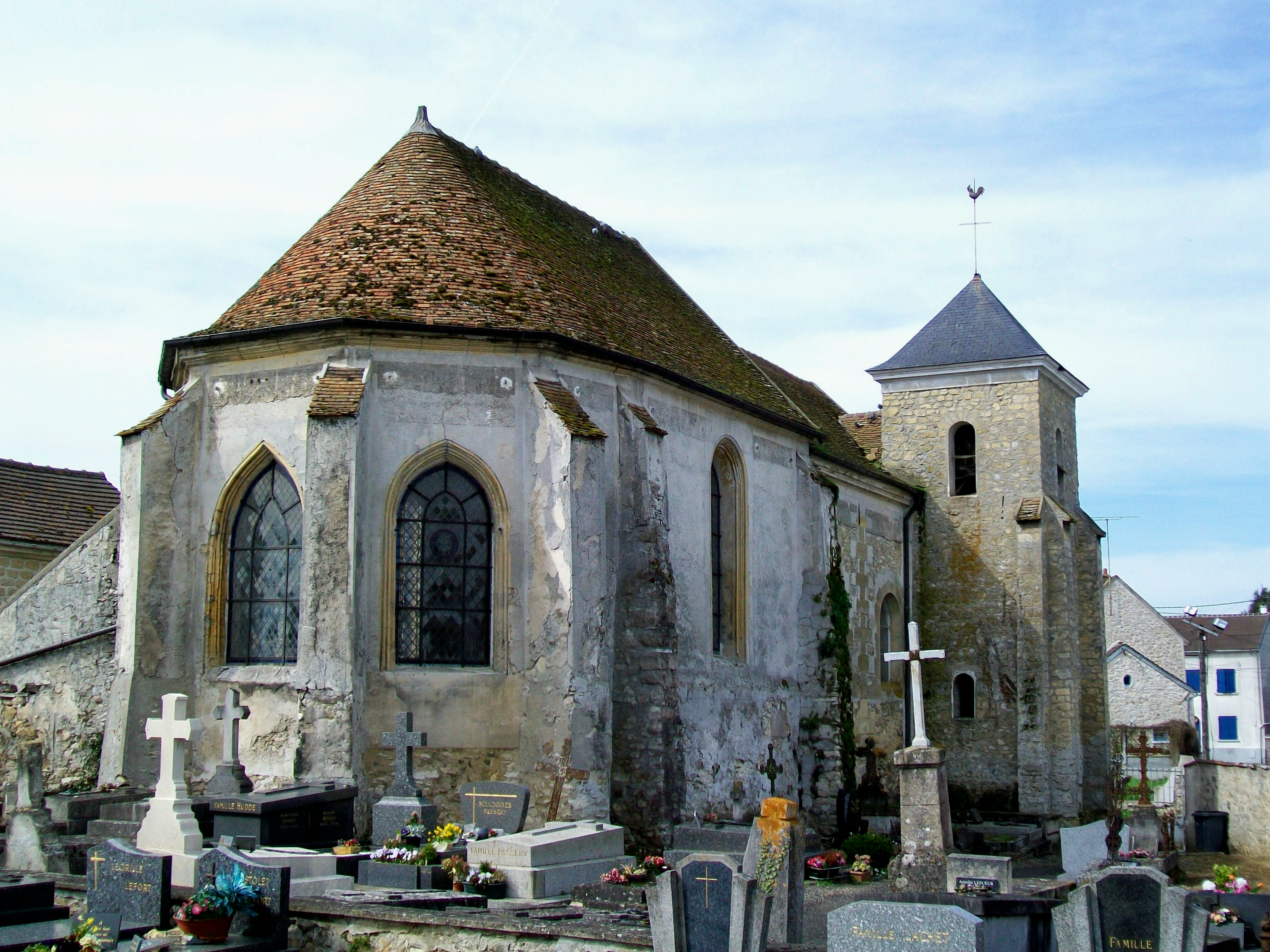
Kirche Notre-Dame-de-la-Nativité
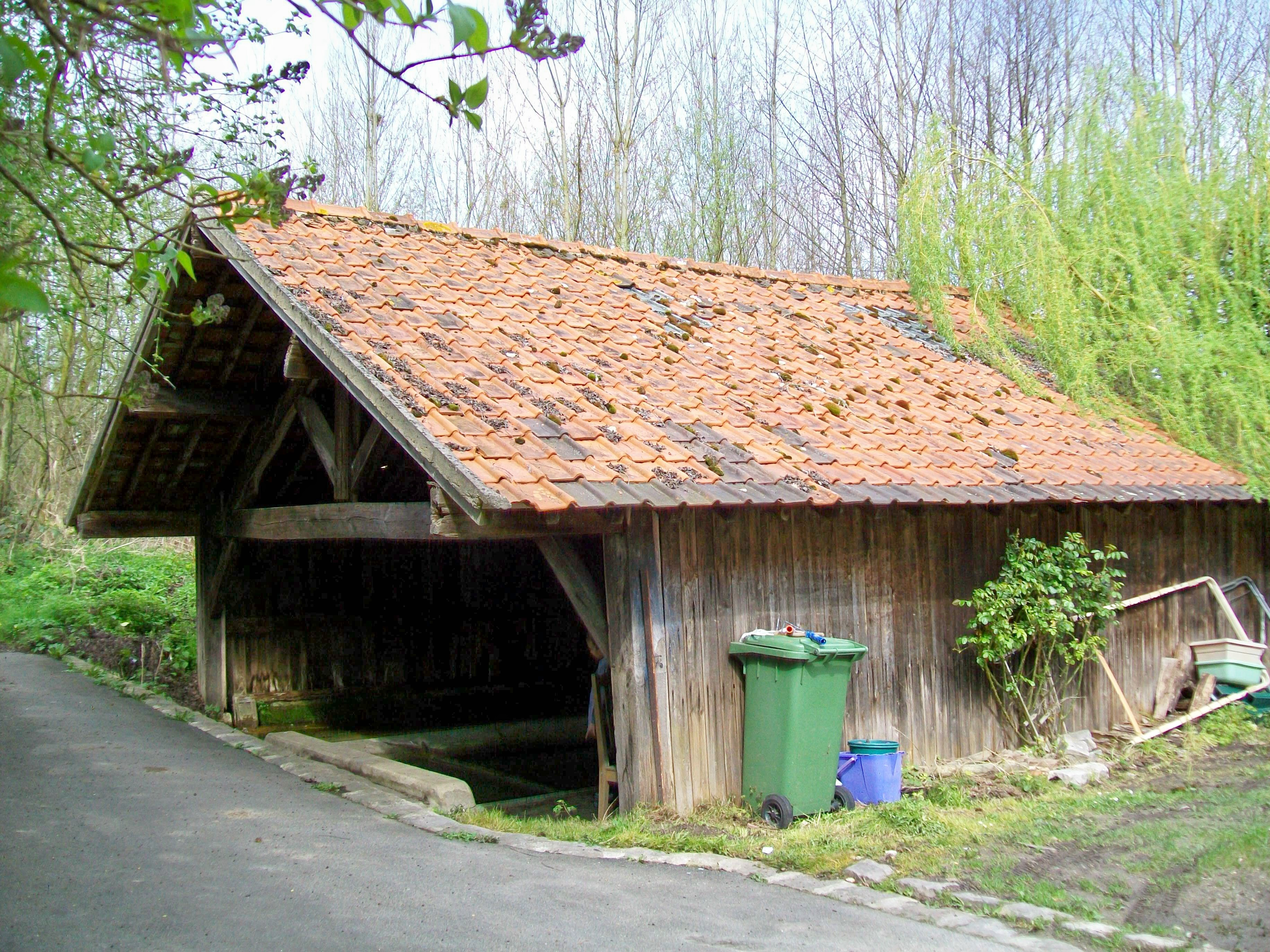
Waschhaus
- Mühle

- Kirche Notre-Dame-de-la-Nativité
- Waschhaus